# Motörhead (album)
Motörhead – pierwszy album studyjny zespołu Motörhead, wydany 24 września 1977 roku nakładem wytwórni muzycznej Chiswick Records. Został nagrany w Escape Studios pomiędzy kwietniem a majem 1977 roku.

## Lista utworów
Opracowano na podstawie materiału źródłowego.
| Nr | Tytuł utworu                                          | Autorzy                              | Długość |
| -- | ----------------------------------------------------- | ------------------------------------ | ------- |
| 1. | „Motorhead” (cover Hawkwind)                          | Kilmister                            | 03:11   |
| 2. | „Vibrator”                                            | Larry Wallis, Des Brown              | 03:37   |
| 3. | „Lost Johnny” (cover Hawkwind)                        | Kilmister, Mick Farren               | 04:13   |
| 4. | „Iron Horse / Born to Lose”                           | Taylor, Mick Brown, Guy Lawrence     | 05:19   |
| 5. | „White Line Fever”                                    | Clarke, Kilmister, Taylor            | 02:37   |
| 6. | „Keep Us on the Road”                                 | Clarke, Kilmister, Taylor, Farren    | 05:55   |
| 7. | „The Watcher” (cover Hawkwind)                        | Kilmister                            | 04:28   |
| 8. | „The Train Kept A-Rollin'” (cover Tiny'ego Bradshawa) | Tiny Bradshaw, Howard Kay, Lois Mann | 03:17   |
|    |                                                       |                                      | 32:37   |

## Twórcy
Opracowano na podstawie materiału źródłowego.
| Zespół Motörhead w składzie - Lemmy Kilmister – wokal, gitara basowa - Eddie Clarke – gitara - Phil Taylor – perkusja |  | Inni - Joe Petagno – okładka, oprawa graficzna - John Burns – inżynieria dźwięku - John Burns, Motörhead – producent wykonawczy - Speedy Keen – produkcja muzyczna |

## Listy sprzedaży
| Lista           | Kraj            | Pozycja |
| --------------- | --------------- | ------- |
| UK Albums Chart | Wielka Brytania | 43      |